# Wallfahrtskirche Mariä Himmelfahrt (Sammarei)

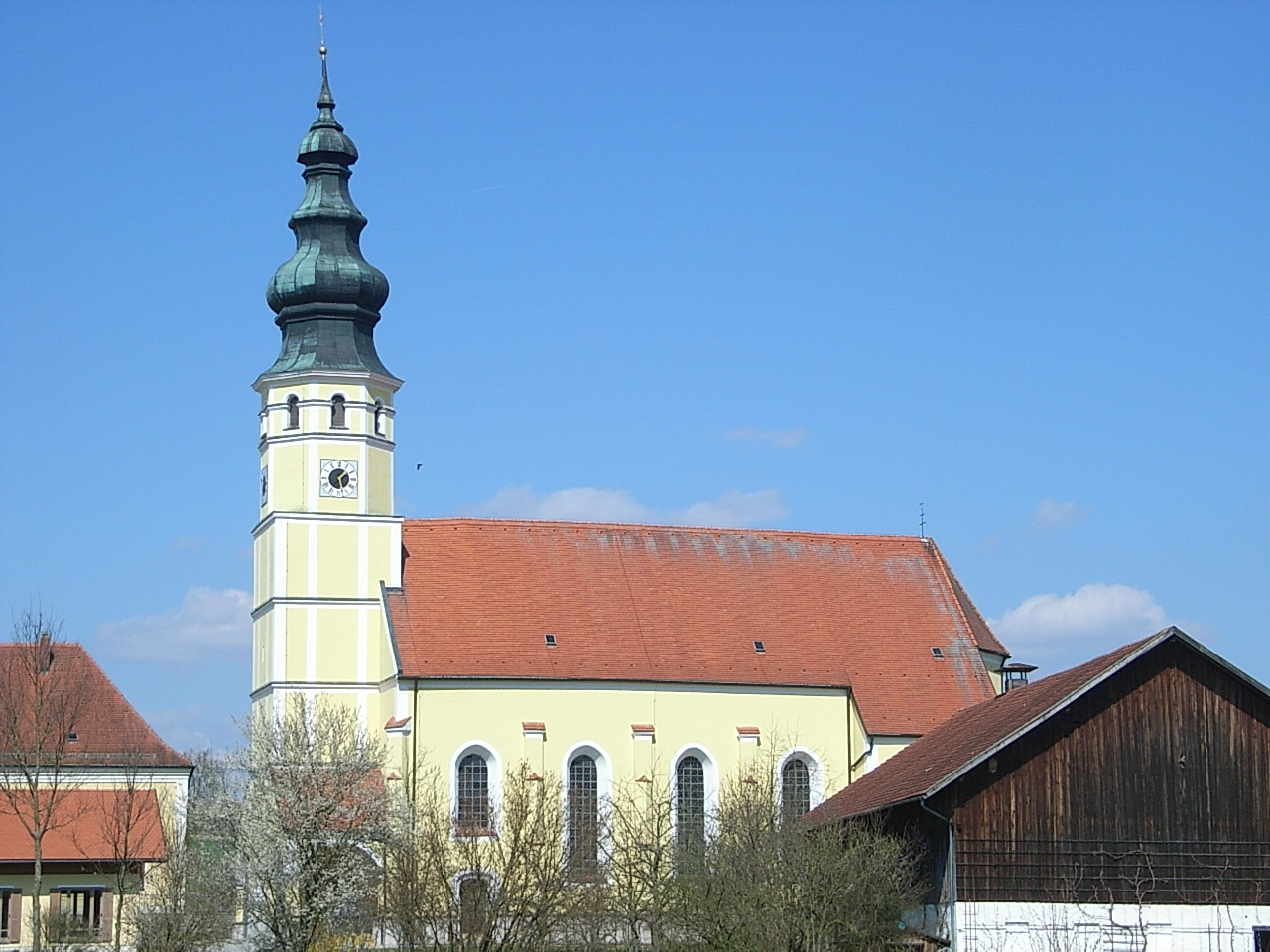
Wallfahrtskirche Mariä Himmelfahrt

Die Wallfahrtskirche Mariä Himmelfahrt ist ein denkmalgeschütztes Kirchengebäude in Sammarei, einem Ortsteil von Ortenburg im Landkreis Passau (Bayern). Die katholische Kirchengemeinde gehört zum Bistum Passau. Die Kirche ist in der Bevölkerung auch unter den Beinamen Niederbayerische Wieskirche, das bayerische Assisi und das deutsche Loreto bekannt.

## Wallfahrt

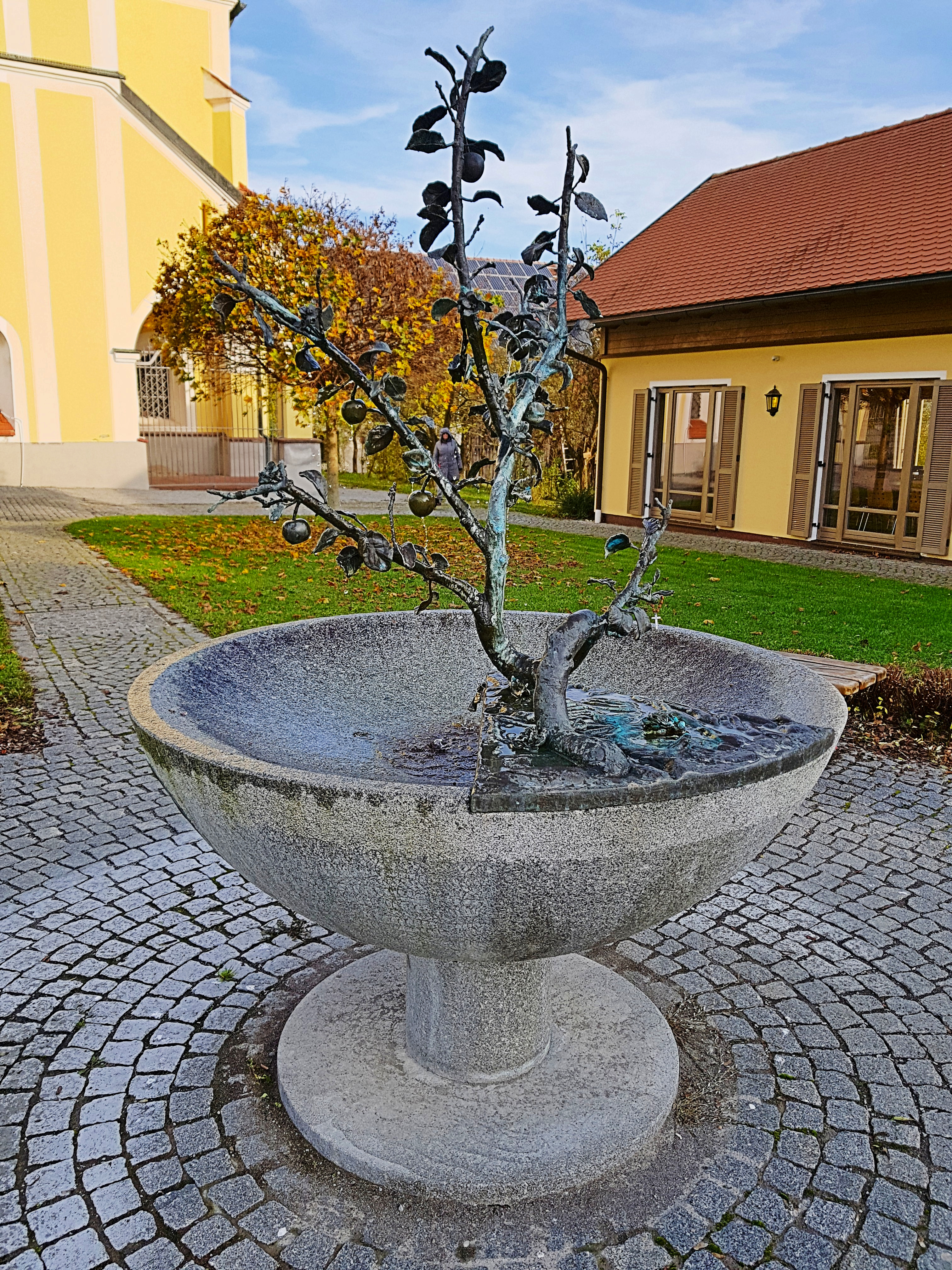
Brunnen der Dankbarkeit von E.M. Göpfert

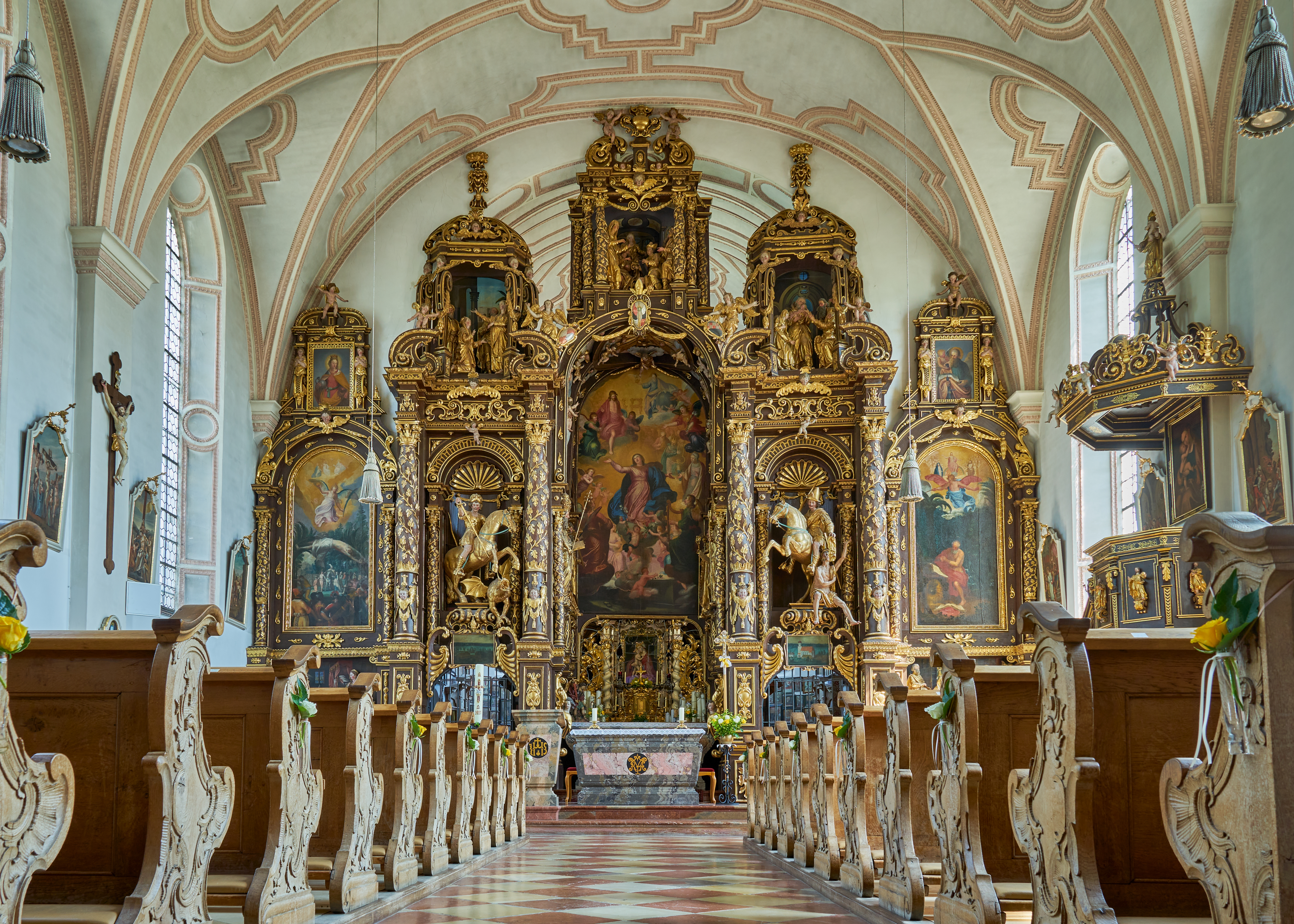
Altarwand

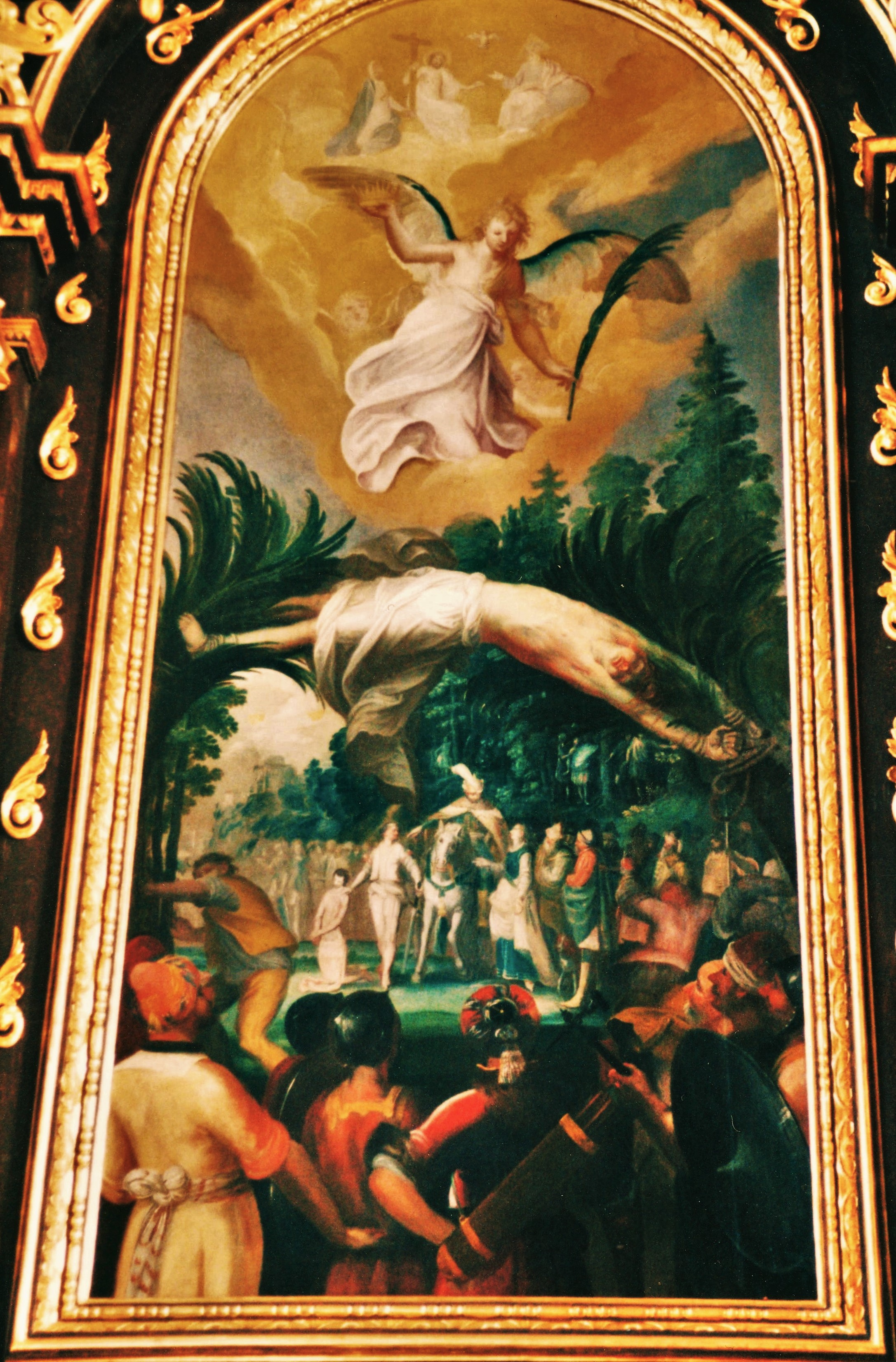
Nördlicher Seitenaltar: Martyrium der heiligen Corona

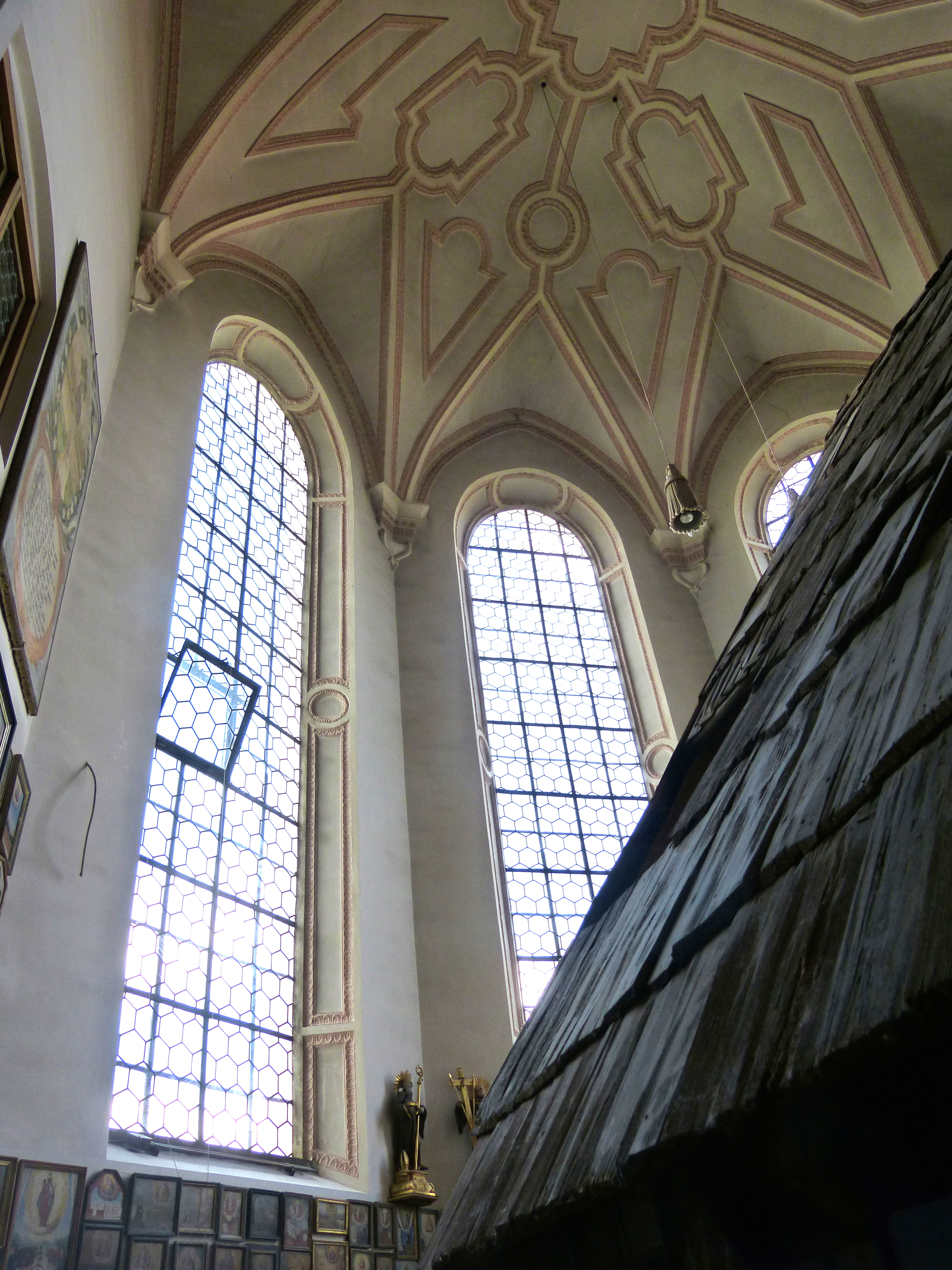
Blick in den Chorraum mit Kapellendach

In einer Chronik beschreibt der Abt Gerard Hörger die Entstehung der Wallfahrt. Das Bauerngut in Sammarei brannte 1619 nieder, dabei fielen brennende Äste auf die daneben stehende hölzerne Kapelle aus der Zeit vor 1521. Die Kapelle fing allerdings kein Feuer. Der Überlieferung nach hat der in der Nähe stehende, durch das Feuer ausgedörrte Apfelbaum im nächsten Jahr wieder Früchte getragen. Abt Michael Kirchberger schickte der Kurfürstin Elisabeth einige dieser Äpfel mit Quittengeschmack und bat um die Erlaubnis, um die Holzkapelle herum eine Kirche bauen zu dürfen, die Kurfürstin erlaubte dies nach einiger Zeit. Auf dem Kirchenvorplatz vor dem Haupteingang erinnert der Brunnen der Dankbarkeit an dieses legendäre Ereignis. Die zentrale Figur ist ein bronzener Baum, an dem die genannten Quittenäpfel hängen. Von dessen Ästen plätschert das Brunnenwasser in ein kreisrundes Steinbecken. Gestaltet wurde das Werk von der Bildhauerin Edeltraud M. Göpfert. Die Einweihung des Brunnens fand am 13. Juli 2008 anlässlich der 375-Jahr-Feier der Wallfahrtskirche statt.

## Geschichte und Architektur
Der Name Sammarei leitet sich von dem im Volksmund abgewandelten Sancta Maria ab. In einer Besitzbeschreibung des Zisterzienserklosters Aldersbach ist für 1296 der Kauf eines praedium sanctae Mariae erwähnt. Am Rande findet sich die Bemerkung datz sant marein. 1381 ist urkundlich erwähnt, dass der Hof ze Sandmarein als Pfand des Klosters Aldersbach dem Ritter Schweiker III. des Tuschl gegeben wurde. Diese beiden frühen Nennungen lassen den Schluss zu, dass hier seit dem Mittelalter eine bescheidene Kapelle zur Marienverehrung gestanden hat. Der Abt Michael Kirchberger legte am 1. April 1629 den Grundstein zur neuen Kirche, die Bauleitung oblag dem Maurermeister Isaak Bader. Der Regensburger Weihbischof Otto Heinrich weihte das Gotteshaus am 21./22. September 1631, die Erlaubnis dazu gab der Bistumsverwalter Marquard von Schwend aus Passau.
Die ursprüngliche Kapelle aus der Zeit vor 1619 (eine Kapelle wurde schon 1521 erwähnt) ist erhalten, um diese Kapelle baute Isaak Bader die heutige barocke Kirche. Etwa 1300 Votivbilder sind im Umgang um die Kapelle zu sehen, die sich hinter der Altarwand befindet. Diese Gnadenkapelle ist über zwei Durchgänge unter den Flügeln des Hochaltares erschlossen. Der Saalbau mit Polygonalchor und Fassadenturm ist im Inneren lichtdurchflutet. Die fünfteilige Altarwand schließt den Raum am Chorbogen über die gesamte Breite ab. Der Chor ist somit ein gesonderter Raum mit der Gnadenkapelle in der Mitte. Das Tonnengewölbe ruht über Gesimskapitälen, diese setzen sich nach unten in Pilastern fort und gliedern den Raum in vier Joche. Die Wände sind durch hochgezogene Fenster gegliedert, die Orgelempore wird von zwei Steinsäulen getragen. Die bei einer Renovierung im Jahr 1892 angebrachte Farbtönung mit Marmorierung entfernte die Firma Zunhamer 1978 und ersetzte sie durch die ursprünglich gegebene Farbigkeit des Innenraumes.

## Ausstattung
Die Altarschauwand wurde 1645 mit hoher Wahrscheinlichkeit von Jakob Bendl geschaffen. Drei der fünf Achsen bilden den Hochaltar und die Seitenaltäre, die beiden übrigen bilden die Durchgänge zur erhaltenen Gnadenkapelle. Über den Durchgängen sind Figurengruppen mit dem Drachenkampf des heiligen Georg und der Mantelspende des heiligen Martin angeordnet. Die Altarblätter stammen nach Ausweis des Stils von Matthäus Lettenpichler aus Passau. Das Gemälde der tonnengewölbten Mittelachse stellt die Aufnahme Mariens in den Himmel dar, die Seitenaltarblätter zeigen das Martyrium der heiligen Corona und den heiligen Hieronymus in der Einsamkeit. An den Seitenwänden der Nische in der Mitte sind die Kirchenväter dargestellt, deren Wölbung ist als Himmel mit Putten und dem Auge Gottes gestaltet. Der architektonische Aufbau zeigt gedrehte Säulen sowie bizarr geschweifte, verdrehte Giebelstücke und Stützvoluten mit Knorpelwerkornamentik.
Die pompöse Anlage wird als einzigartig in der sakralen Ausstattungskunst in Süddeutschland bewertet.  Es wird vermutet, dass Jakob Bendl durch Ikonostasen der Ostkirche beeinflusst wurde, die er auf seiner Reise nach Prag gesehen haben könnte. Einen anderen Anhaltspunkt liefern die im 17. Jahrhundert beliebten Ehrenpforten und Schaugerüste.
Die Gnadenkapelle ist ein dreiseitig geschlossener Blockbau, der mit einem Schindeldach mit Belichtungsluken gedeckt ist. Die Wände der Kapelle sind außen und innen mit zahlreichen Votivbildern geschmückt. Die Westwand ist im unteren Teil geöffnet; das Innere der Kapelle kann durch ein schmiedeeisernes Gitter vom Langhaus her eingesehen werden. Der an der Bekrönung 1772 datierte Gnadenaltar entstammt möglicherweise der Werkstatt von Joseph Deutschmann aus Passau. Der Baldachinaufbau des späten Rokoko ist der Neigung des Kapellendachs angepasst und hell marmoriert, vergoldet und in den Pfeilern mit eingelegten Spiegeln versehen. Das Gnadenbild ist eine Kopie des Hans Holbein zugeschriebenen Marienbildes der Schusterkapelle in St. Jakob in Straubing.
Die Kanzel wurde 1647 von Jakob Bendl geschaffen und ist in Fassung und Ornamentik der Altarwand angeglichen. Die Statuetten stellen Johannes den Täufer, Christus, Petrus und Paulus dar. Auf dem Schalldeckel ist die Muttergottes dargestellt. Die Emporenbrüstung ebenfalls von 1647 zeigt einen Gemäldezyklus mit Szenen aus dem Marienleben.
Die Orgel ist ein Werk eines unbekannten Orgelbauers in einem prächtigen Gehäuse vermutlich von Jakob Bendl aus dem Jahr 1653 mit zehn Registern auf einem Manual und angehängtem Pedal. Die Gemälde der Flügeltüren stellen König David und die heilige Cäcilie dar.